# Губайдуллин, Дамир Анварович
Дамир Анварович Губайдуллин (род. 1957) — специалист в области механики многофазных сред, член-корреспондент РАН (2003).

## Биография
Родился 6 декабря 1957 года в Казани.
В 1980 году — окончил механико-математический факультет Казанского государственного университета.
В 1988 году — защитил кандидатскую, а в 1994 году — докторскую диссертацию.
Один из основателей Института механики и машиностроения (ИММ) Казанского научного центра (Каз НЦ) РАН, директором которого является с 1998 года, заместитель председателя Казанского научного центра РАН (с 2002 года).
В 2003 году — избран членом-корреспондентом РАН.
В настоящее время — по совместительству профессор Казанского государственного университета.

## Научная деятельность
Специалист в области механики многофазных сред.
Развил теорию распространения слабых волн разной геометрии в полидисперсных парогазокапельных системах и смесях жидкостей с парогазовыми пузырьками.
Под его руководством проводятся экспериментальные исследования нелинейных колебаний аэрозолей и динамики частиц в трубах, акустической коагуляции капель.
В 1995 году — организовал и возглавил кафедру механики в Казанском филиале МЭИ (сейчас это — Казанский государственный энергетический университет).
Автор более 130 работ, в том числе монографии: Губайдуллин Д. А. Динамика двухфазных парогазокапельных сред. Казань: Издательство Казанского математического общества, 1998. 154 с.
Участие в научно-организационной деятельности
- член Национального российского комитета по теоретической и прикладной механике;
- член докторских диссертационных советов при КГУ и КГТУ имени А. Н. Туполева;
- член редколлегии журнала «Известия высших учебных заведений. Проблемы энергетики»;
- руководитель проектов по программам фундаментальных исследований Президиума РАН и ОЭММПУ РАН, грантов РФФИ;
- организатор и член оргкомитетов многих международных и российских конференций.

## Награды
- Орден Дружбы (1999) — за многолетнюю добросовестную работу и большой вклад в укрепление дружбы и сотрудничества между народами[2]
- Заслуженный деятель науки Республики Татарстан (2007)[1]
- Государственная премия Республики Татарстан в области науки и техники (в составе группы, за 2012 году) — за работу «Развитие теории аэрогидроупругих и волновых систем, её применение для повышения эффективности работы, надежности оборудования нефтехимии и трубопроводного транспорта»[3]